# Denys Filimonow
Denys Wołodymyrowycz Filimonow, ukr. Денис Володимирович Філімонов (ur. 4 stycznia 1971) – ukraiński piłkarz, grający na pozycji pomocnika.

## Kariera piłkarska

### Kariera klubowa
Wychowanek klubu Dnipro Dniepropetrowsk. Pierwszy trener Wołodymyr Stryżewski. W 1988 rozpoczął karierę piłkarską w drużynie rezerw Dnipra Dniepropetrowsk. W następnym roku na początku zagrał jeden mecz w Szachtarze Pawłohrad, a w kwietniu powrócił do Dnipra, gdzie dalej występował w składzie drużyny rezerw. W lipcu 1991 przeszedł do Krystału Chersoń. Przed rozpoczęciem sezonu 1992 został zaproszony do Krywbasu Krzywy Róg, gdzie został królem strzelców w Pierwszej Lidze. Zimą 1993 przeniósł się do Weresu Równe. Po dwóch latach odszedł do Bukowyny Czerniowce. Latem 1996 powrócił do Dnipra, gdzie już tym razem zadebiutował w podstawowej drużynie klubu. W rundzie wiosennej sezonu 1996/97 ponownie występował w Krywbasu Krzywy Róg, ale potem po raz kolejny wrócił do Dnipra. W październiku 2000 po raz ostatni zagrał w trzeciej drużynie Dnipra. W 2002 zakończył karierę piłkarską w kazachskim Ekibastuziec Ekibastuz.

## Sukcesy i odznaczenia

### Sukcesy klubowe
Krywbas Krzywy Róg
- mistrz Pierwszej lihi Ukrainy: 1992 (grupa B)

Bukowyna Czerniowce
- wicemistrz Pierwszej lihi Ukrainy: 1996

### Sukcesy indywidualne
- król strzelców Pierwszej lihi Ukrainy: 16 goli (1992)